# Губенка (приток Луги)
Губенка — река в России, протекает по Лужскому району Ленинградской области. Устье реки находится в 163 км по левому берегу реки Луги между деревнями Бежаны и Натальино. Длина реки составляет 13 км.

## Данные водного реестра
По данным государственного водного реестра России относится к Балтийскому бассейновому округу, водохозяйственный участок реки — Луга от в/п Толмачёво до устья.
Код объекта в государственном водном реестре — 01030000612102000026152.